# La donna della domenica (film)
La donna della domenica è un film del 1975 diretto da Luigi Comencini.
È tratto dall'omonimo romanzo del 1972 di Carlo Fruttero e Franco Lucentini.

## Trama

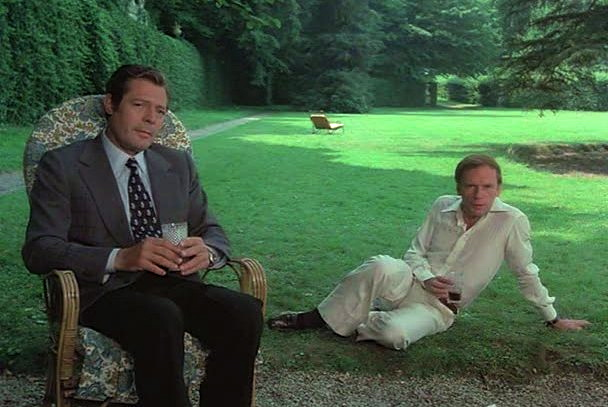
Il commissario Santamaria (Marcello Mastroianni) e Massimo Campi (Jean-Louis Trintignant) in un fotogramma del film

Lello Riviera (Aldo Reggiani) in una scena

Torino, inizio degli anni settanta. Il commissario Santamaria, capo della Squadra Mobile, si trova a indagare sull'assassinio di un individuo volgare ed equivoco, l'architetto Garrone, un professionista fallito che vivacchiava ai margini della Torino bene, da cui era tollerato ma disprezzato. L'omicidio viene scoperto dal geometra Bauchiero, che rientrando la sera tardi dalla passeggiata con il suo cagnolino, vede l'uscio dell'appartamento di Garrone aperto, entra, e ne trova il cadavere: la vittima sembra essere stata uccisa con un grosso fallo di marmo tornito. Quasi contemporaneamente all'interrogatorio del geometra, i domestici appena licenziati di Anna Carla Dosio, moglie annoiata di un ricco industriale, portano alla Polizia la bozza di una lettera mai spedita, in cui la Dosio propone all'amico Massimo Campi, rampollo anch'egli di una famiglia della Torino che conta, di "fare fuori il Garrone».
Al commissario Santamaria viene chiesto dal questore,  preoccupatissimo delle conseguenze per la propria carriera, di muoversi con "guanto di velluto" in quanto l'indagine sembra coinvolgere individui  altolocati, a loro volta legati ad altrettante elevate 'conoscenze'. Ciascuno dei sospettati, pur non sembrando avere un vero proprio movente per arrivare all'assassinio del Garrone, ma piuttosto una spiccata antipatia, non ha un alibi convincente per il giorno e l'ora del delitto. 
Mentre l'inchiesta sembra non trovare sbocchi, Santamaria assiste ad una conferenza di un certo Bonetto, soprannominato "l'americanista", un intellettuale dai toni affettati: durante la conferenza, incentrata sui lavatoi torinesi, viene proiettata per errore anche una fotografia che ritrae l'architetto Garrone accanto a uno di questi manufatti. Alla fine il commissario, che è romano, chiede a Bonetto cosa c'entri la 'cattiva lavandera' citata dal conferenziere, con le pere: gli viene così spiegato che in piemontese la pera è la pietra, non il frutto. 
Accanto all'indagine della Polizia, ne viene condotta una parallela dal giovane impiegato comunale Lello Riviera, 'amante a ore' di Massimo Campi, che vuole trovare le prove che scagionino quest'ultimo in modo da riconquistare le sue 'attenzioni', ultimamente raffreddatesi. Nonostante l'ammonimento di Santamaria a non mettere il naso dove 'altri' non vogliono, egli non si dà per vinto, e rovistando nelle pratiche dell'Ufficio Tecnico comunale riesce a mettere le mani su una pratica che potrebbe avere a che fare con il delitto. Si reca dunque al mercato del Balon  per trovare la conferma dei suoi sospetti, ma proprio lì verrà ucciso con un pestello per mortaio, che poco prima aveva suscitato la curiosità di uno degli altri sospettati. Curiosamente al Balon quella stessa mattina sono presenti, chi per un motivo chi per un altro, quasi tutti i personaggi che ruotano intorno alla vicenda. 
Il commissario Santamaria e il collega De Palma accelerano le indagini, e proprio il detto torinese "La cativa lavandera treuva mai la buna pera" si rivela uno degli elementi decisivi che porteranno  finalmente all'incriminazione e all'arresto della persona che ha commesso i due omicidi.

## Commento
L'epilogo non è sicuramente un congegno perfetto alla Agatha Christie, ma l'intento del romanzo, e poi, più sinteticamente, del film, era quello di mostrare una rappresentazione, a volte grottesca, a volte decisamente comica, di una Torino 'vecchio stile' ancora legata alla sua subalpinità, nonostante l'immigrazione e l'industrializzazione. 

## Critica
(Gianni Rondolino)

## Incassi
Incasso accertato a tutto il 31 dicembre 1976 £ 1.019.425.000. In seguito il film è stato trasmesso in televisione più volte, in particolare in prima serata su Rai 3 il 16 gennaio 2012, per ricordare Carlo Fruttero, scomparso il giorno prima.

## Curiosità
- Mastroianni ritornerà ad impersonare il ruolo del commissario Santamaria nel 1994, recitando nella miniserie TV in due episodi A che punto è la notte, trasposizione del romanzo omonimo di Fruttero e Lucentini, ad opera di Nanni Loy (sua ultima regia).
- Nei titoli di testa è presente un grossolano errore di datazione in numeri romani del copyright: 1975, infatti, è riportato come MCMDXXV invece che MCMLXXV. La D sta infatti per 500, mentre la L sta per 50 (che sommata a XX dà 70).